# Кривошеин, Александр Васильевич
Алекса́ндр Васи́льевич Кривоше́ин (19 [31] июля 1857, Варшава — 28 октября 1921, Берлин) — русский государственный деятель, главноуправляющий землеустройством и земледелием (1908—1915). Действительный статский советник (06.12.1904), гофмейстер Двора Его Императорского Величества (01.01.1909), статс-секретарь (01.01.1910).
Член Русского собрания (входил в первый состав его Совета). Участник Белого движения, председатель правительства Юга России (1920).

## Ранние годы
Происхождение
Образование
Окончил гимназию в Варшаве, учился на физико-математическом факультете, окончил юридический факультет Императорского Санкт-Петербургского университета со степенью кандидата прав.

## Карьера
Начал службу юрисконсультом Северо-Донецкой железной дороги, принадлежавшей известному предпринимателю и меценату С. И. Мамонтову.
С 1884 года служил в ведомстве Министерства юстиции, был командирован в Московский архив. В 1885 уволен от службы по домашним обстоятельствам. В 1887 году поступил на службу в Земский отдел Министерства внутренних дел. В 1888 году был командирован на Дальний Восток для изучения нужд крестьян, переселившихся в Южно-Уссурийский край. Другой задачей командировки стало сопровождение совершавшего путешествие Глеба Толстого, сына министра внутренних дел Д. А. Толстого. Обе задачи Кривошеин выполнил успешно, министр выразил ему благодарность и в конце 1888 назначил его комиссаром по крестьянским делам Ленчицкого уезда Калишской губернии в Польше.
В 1891 году был назначен исправляющим должность делопроизводителя Земского отдела МВД, в 1892 году утверждён в этой должности. В 1894—1895 направлялся в командировки в различные губернии для изучения вопросов судебной деятельности земских начальников и для ознакомления с работой уездных съездов.
С 1896 — помощник начальника Переселенческого управления МВД. С 1902 — и. д. начальника Переселенческого управления. Не мог быть назначен начальником этого подразделения МВД, так как не имел необходимого для этого чина действительного статского советника. Произведён в этот чин в 1904, тогда же стал начальником Переселенческого управления.

## Реформатор

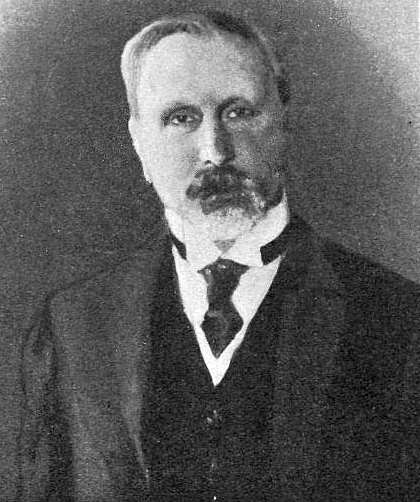
Кривошеин в 1915 году.

С июня 1905 — товарищ Главноуправляющего землеустройством и земледелием. В том же году представил записку о необходимости создания Совета министров, в котором «устанавливается единый образ действий в управлении», во главе с председателем. В 1905 году был удостоен придворного звания «в должности гофмейстера».
С 6 мая 1906 — член Государственного совета. С 6 октября 1906 — товарищ министра финансов, управляющий Дворянским земельным и Крестьянским поземельным банками. С 21 мая 1908 — Главноуправляющий землеустройством и земледелием; был одним из ведущих участников проведения в жизнь Столыпинской аграрной реформы, направленной на ликвидацию сельской общины, создание в деревне слоя зажиточных частных собственников и активизацию переселенческой политики. Пользовался доверием как П. А. Столыпина, так и Николая II, который пожаловал ему придворный чин гофмейстера (1909) и звание статс-секретаря (1910). В 1910 совершил вместе со Столыпиным поездку в Сибирь для инспекции переселенческого дела. Был сторонником экономического подъёма Сибири; за активную работу в этом направлении его называли «министром Азиатской России».
Иван Иванович Тхоржевский, сотрудник Кривошеина, дал ему в опубликованных в эмиграции мемуарах такую характеристику:

Редкое сочетание: такт, воля, выдержка, осторожность и в то же время — жадное влечение к жизни! Ненасытный интерес к людям, к человеческим характерам, к неизвестному. Никакого идеализма. Но упрямая любовь к Родине. Никаких исключительных дарований. Но редкий в людях дар и инстинкт строителя: умение собирать, а не растрачивать русскую силу. Жизнь как будто случайно возносила его, дельца, практика, «интригана», каким считали его враги, все на большую и большую высоту. А он, именно в силу своей чуткости, гибкой цепкости, непрерывно рос, умнел, учился, стал крупным государственным деятелем. И, начав — как все! — погонею за успехом, незаметно для себя пришел к самопожертвованию.

### Автор «Нового курса»
В январе 1914 инициировал смещение В. Н. Коковцова с поста председателя Совета министров. Отказался от предложения Николая II возглавить правительство, предложив вместо себя кандидатуру И. Л. Горемыкина, который и был назначен премьером. В 1914—1915 руководил экономической политикой правительства. Стал инициатором проведения «Нового курса», который заключался в стимулировании экономического роста, активном развитии промышленности и сельского хозяйства (в том числе за счёт проведения масштабных мелиоративных работ и строительства элеваторов), увеличении масштабов железнодорожного строительства, отказе от формирования доходной части бюджета за счет продажи водки. В рамках «Нового курса» предусматривалось сооружение ряда электростанций, в том числе Волховской и Днепровской. «Новый курс» не был реализован в связи с начавшейся войной с Германией.

## Во время Первой мировой войны

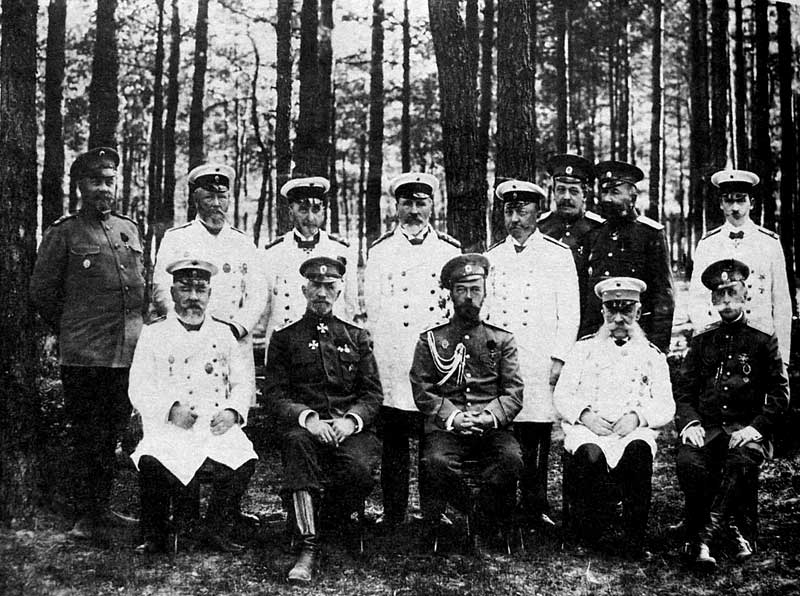
Совет министров в Царской ставке, станция Барановичи, 14 июня 1915 года.(Первое совместное заседание Ставки и правительства.)

В годы Первой мировой войны возглавлял группу либеральных министров, считавших необходимым опираться на поддержку либеральной общественности и учитывать в правительственной политике требования Прогрессивного блока. Перед этим летом 1915 года добился отставки ряда консервативных министров (В. А. Сухомлинова, И. Г. Щегловитова, Н. А. Маклакова, В. К. Саблера) и приглашения в правительство министров, более приемлемых для думской оппозиции. В первый день новой сессии Думы 19 июля прозвучала написанная им декларация правительства, в которой говорилось о его предложении по реорганизации Особого совещания по снабжению армии при военном министре. Так по инициативе Кривошеина появились Особые совещания по транспорту и продовольствию. Кривошеин вместе с большинством членов правительства выступил против увольнения великого князя Николая Николаевича с поста главнокомандующего. Вступил в конфликт с Горемыкиным, который считал, что министры не имеют права критиковать решения царя.
С 17 августа 1915 года как Главноуправляющий возглавлял Особое совещание для обсуждения и объединения мероприятий по продовольственному делу.
Во внутриправительственном конфликте между Горемыкиным и большинством членов кабинета во главе с Кривошеиным Николай II поддержал первого. В результате 26 октября 1915 года Кривошеин был уволен от должности Главноуправляющего (с оставлением членом Государственного совета, гофмейстером и статс-секретарём). За ним было сохранено денежное содержание по должности члена Государственного совета в сумме 18000 рублей в год.
Вскоре после отставки стал главноуполномоченным Российского общества Красного Креста. В 1917 году входил в состав главного комитета Всероссийского союза земельных собственников. Был одним из директоров Товарищества мануфактур «Савва Морозов, сын и Ко».

## После революции
Весной 1918 возглавил в Москве «Правый центр», объединивший консервативных политиков, ориентированных в то время на Германию. Руководил оказанием материальной помощи царской семье, собрав для неё у московских предпринимателей 250 тысяч рублей. Во время красного террора избежал ареста. По словам его сына Кирилла Александровича, когда чекисты явились с обыском в контору морозовской мануфактуры, Кривошеин, воспользовавшись тем, что шёл поиск золота в сейфах конторы, спокойно надел плащ, не торопясь, поправил галстук, уверенным жестом отстранил часового у дверей и спокойно вышел на улицу.
Скрывался от ареста, затем перебрался в свободный от большевиков Киев, где стал одним из организаторов и товарищем председателя правой организации Совет национального объединения России. С 1919 года — председатель этой организации.

### В правительстве Деникина
В декабре 1919 — феврале 1920 — начальник управления снабжения правительства при главнокомандующем А. И. Деникине. Затем уехал в Константинополь, потом во Францию.

### В правительстве Врангеля

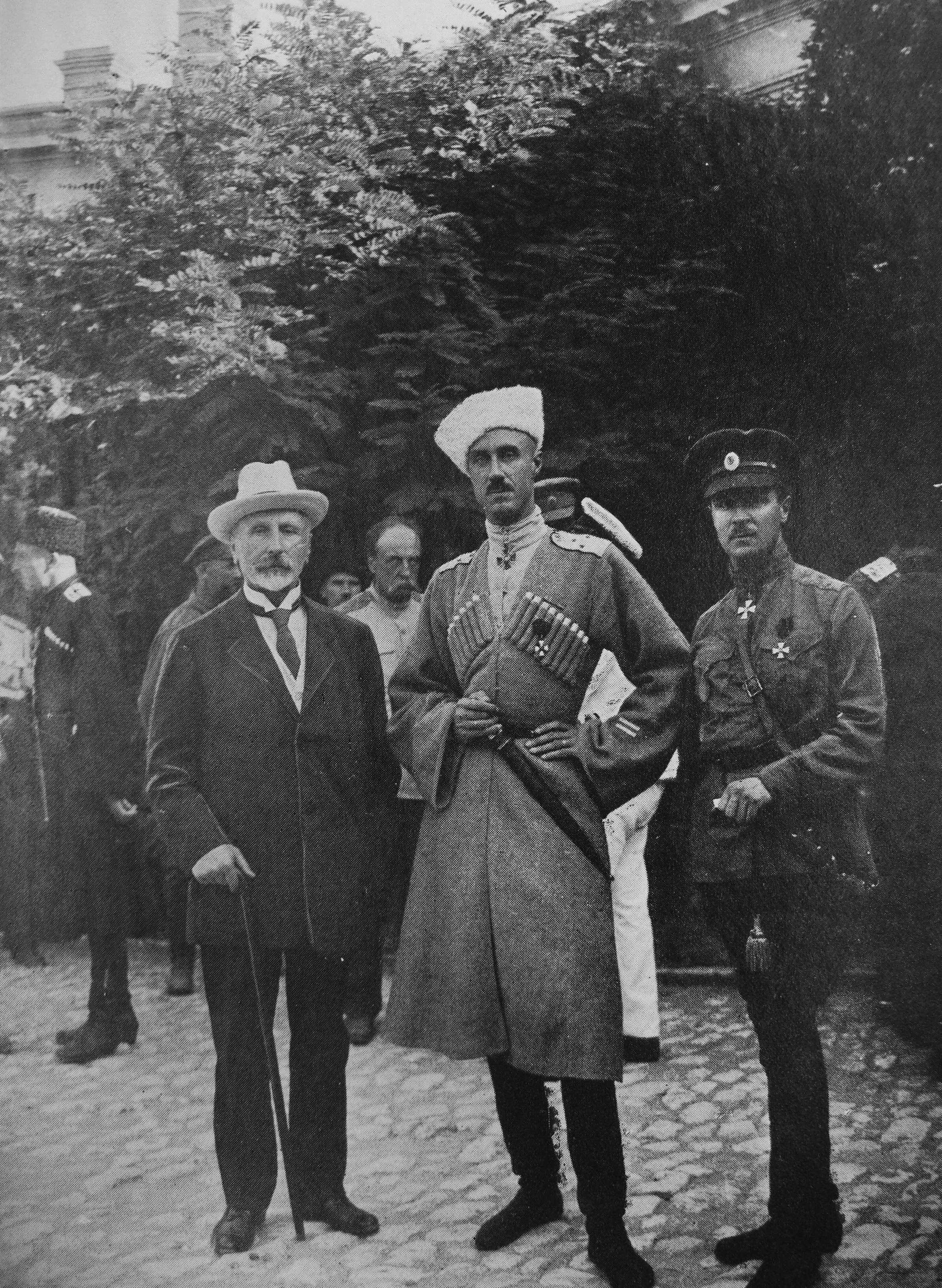
А. В. Кривошеин, П. Н. Врангель и П. Н. Шатилов. Крым. 1920 г.

В апреле 1920 г. генерал П. Н. Врангель предложил Кривошеину вернуться в Россию и стать его ближайшим сотрудником. В мае 1920 г. прибыл в Крым и был назначен исполняющим обязанности председателя правительства Юга России, с июня 1920 г. — председатель этого правительства. Руководил проведением аграрной реформы на территории, контролируемой Русской армией. Реформа была направлена на наделение крестьян землёй за счет раздела крупных поместий за определённую плату (пятикратный средний годовой урожай для данной местности, для выплаты этой суммы предоставлялась 25-летняя рассрочка). Значительную роль в её реализации играли органы местного самоуправления — волостные земства, в которых доминировали крестьяне. Реформа была положительно встречена значительной частью местного крестьянства, но военно-политическая ситуация для Белого дела уже была практически безнадёжной. Приложил много сил для снабжения Русской армии боеприпасами из Франции, способствовал признанию Францией де-факто правительства Врангеля.
П. Н. Врангель высоко оценивал деятельность Кривошеина на посту главы правительства:
Человек исключительной эрудиции, культурности и широкого кругозора, с вполне определенными ясными взглядами, он умел быть терпимым, обладал редкой способностью уметь стать на точку зрения другого, убедить своего собеседника, с исключительным тактом избегая всего того, что могло бы последнего задеть. Принадлежа всей своей предыдущей службой к государственным людям старой школы, он, конечно, не мог быть в числе тех, кто готов был принять революцию, но он ясно сознавал необходимость её учесть. Он умел примениться к новым условиям работы, требующей необыкновенного импульса и не терпящей шаблона.

## В эмиграции
После военного поражения Русской армии, 30 октября[прояснить] 1920 отбыл в Англию на крейсере «Кентавр», по другим сведениям последние заседание правительства провёл 11 ноября[прояснить], а эвакуировался 12 числа в Стамбул. Жил в Париже, затем в Берлине, где и скончался. Похоронен на Русском православном кладбище Тегель (центральная часть) в г. Берлине.. Могила внесена в Перечень находящихся за рубежом мест погребения, имеющих для Российской Федерации историко-мемориальное значение.

## Семья
- Жена — Елена Геннадиевна Карпова (1870—1942), дочь Геннадия Фёдоровича Карпова и Анны Тимофеевны Морозовой, дочери купца Т. С. Морозова.
  - Сын — Василий (19.10.1892, Санкт-Петербург—1920) скончался на Кубани от тифа в рядах Добровольческой армии в феврале 1920 года[7].
  - Сын — Олег (21.12.1894, Санкт-Петербург — 1920?) сражался в рядах Добровольческой армии, попал в плен и был зверски замучен и убит красными приблизительно в феврале 1920 года.
  - Сын — Игорь (1899, Варшава — 1987, Париж), женат на Нине Алексеевне, урождённой Мещерской (1895, Сормово — 1981, Париж), дочери А. П. Мещерского («русского Форда»), автор мемуаров «Четыре трети нашей жизни». Их сын Никита (р. 1934), переводчик, журналист. В 1957—1960 находился в заключении в Дубровлаге по обвинению в антисоветской агитации (под вымышленным именем опубликовал статью во французской газете «Le Monde» с резкой критикой подавления советскими войсками восстания в Венгрии). В 1971 выехал во Францию. Женат на К. И. Кривошеиной (Ершовой). У них сын Иван Кривошеин (р. 1976)
  - Сын — Всеволод (1900—1985), офицер Белой армии в составе Дроздовского стрелкового полка, принял постриг на Афоне (с именем Василий), где провёл 22 года, стал всемирно известнейшим патрологом и богословом, впоследствии — архиепископ Брюссельский и Бельгийский.
  - Сын — Кирилл (1903—1977). Родился в Петербурге. Эмигрировал с матерью в 1919 г. Через четыре года в Париже окончил «Ecole Libre des Sciences Politiques», после чего более сорока лет служил в одном из самых известных банков Франции (Лионский Кредит). С началом войны воевал на линии Мажино, попал в плен. Был деятельным участником французского Сопротивления и награждён медалью Сопротивления. Много путешествовал, был большим знатоком искусства. Написал объёмное исследование о жизни и деятельности своего отца («Александр Васильевич Кривошеин». Париж, 1973; М., 1993), послужившее материалом для А. И. Солженицына и его «Красного колеса», где А. В. Кривошеин и его сыновья выведены как действующие персонажи. К. А. Кривошеин скончался в Мадриде, похоронен на кладбище в Севре.

## Награды
- Орден Святого Станислава 3-й степени (29.06.1889)
- Орден Святого Станислава 2-й степени (01.01.1892)
- Высочайшая благодарность (02.04.1895)
- Орден Святого Станислава 1-й степени (02.04.1906)
- Орден Святой Анны 1-й степени (01.01.1908)
- Орден Святого Владимира 2-й степени (01.01.1912)
- Орден Белого орла (21.02.1913)
- Монаршая благодарность (16.02.1914)
- Орден Святого Александра Невского (26.10.1915)
- Медаль «В память царствования императора Александра III» (1896)
- Знак отличия «За труды по землеустройству»
- Медаль «В память 300-летия царствования дома Романовых» (1913)

Иностранные:
- бухарский орден Искандер-Салис с короной и алмазами (1913)
- французский орден Почётного легиона, большой офицерский крест (1915)

## Память
В честь А. В. Кривошеина названы:
- залив Кривошеина (Баренцево море, Новая Земля, залив был обследован в 1910 году В. А. Русановым, им же назван по фамилии А. В. Кривошеина, поддержавшего организацию экспедиции В. А. Русанова)[8];
- ледник Кривошеина (Баренцево море, Новая Земля, ледник был нанесён на карту в 1910 году В. А. Русановым, им же было присвоено название леднику)[8].